# L'elisir di lunga vita
L'elisir di lunga vita (L'Élixir de longue vie) è una novella fantastica di Honoré de Balzac, che costituisce una versione alternativa del mito di Don Giovanni.

## Storia editoriale
La prima versione di questa novella apparve nel 1830 sulla Revue de Paris, col titolo Festin et Fin ("Banchetto e fine"), poi in volume nel 1846 per l'editore Furne. Figura tra gli Studi filosofici della Commedia umana.
Si tratta di uno dei primi testi firmati dall'autore, e uno dei meno noti al grande pubblico, come fa notare Bernard Guyon. Il testo sembra aggregato artificiosamente agli Studi filosofici tramite un'"avvertenza per il lettore" dall'aria posticcia. Vi si nota molto nettamente l'influenza di Ernst Theodor Amadeus Hoffmann e dei suoi Elisir del diavolo che Balzac lesse  sicuramente.

## Trama
In un palazzo di Ferrara, il giovane Don Giovanni e un principe della casa d'Este si riuniscono per una festa a cui partecipano sette cortigiane giovani e belle. Don Giovanni si lamenta con i convitati della longevità di suo padre, Bartolomeo Belvidero, ricchissimo novantenne che gli ha permesso sempre di vivere in un lusso sfrenato senza mai negarli alcunché. Quando il giovane viene avvertito che il vecchio è in punto di morte, Don Giovanni si reca al capezzale del padre, che gli rivela di essere in possesso di una fiala contenente un liquido che gli permetterà di risuscitare. A tale scopo necessita tuttavia dell'aiuto di suo figlio, che lo dovrà frizionare completamente dopo la sua morte. Davanti al cadavere di suo padre, Don Giovanni decide di non accondiscendere a quest'ultima volontà, quindi i servitori incominciano a imbalsamare il corpo. La sera seguente, Don Giovanni prova a irrorare di elisir un occhio di suo padre, che riprende subito vita. Stupefatto dall'effetto del liquido misterioso, Don Giovanni cava l'occhio dal corpo, commettendo così un parricidio. Per non dare adito a sospetti, fa seppellire suo padre nel modo più fastoso possibile e fa posare una maestosa statua sulla tomba del defunto.
Don Giovanni diventa ricchissimo e potente; può così dedicarsi liberamente ai piaceri della vita e alla conquista delle più alte sfere della società. Ottiene una grande popolarità presso il mondo e persino presso il papa; per tutta la vita conserva il flacone per assicurare la propria risurrezione. Quando diventa a sua volta un uomo vecchio e vulnerabile, si ritira in un castello non lontano dalla città di San Lucar, in Andalusia, e sposa una giovane del luogo devota e graziosa, chiamata Donna Elvira. A differenza di suo padre, il figlio di Don Giovanni, Filippo Belvidero, è virtuoso e pio, e con sua madre si prende cura del vegliardo fino al suo ultimo giorno. Don Giovanni, sentendo avvicinarsi la morte, fa chiamare suo figlio e gli chiede a sua volta lo stesso favore di suo padre molti anni prima, ma senza tuttavia rivelargli il potere del contenuto della fiala. Filippo esegue le istruzioni di suo padre e restituisce a poco a poco la vita al volto, poi al braccio destro con il quale Don Giovanni strozza il giovane, che molla la fiala la quale cadendo si rompe. Il grido lanciato da Filippo prima di svenire fa accorrere una piccola folla attorno al corpo del vecchio, che con il braccio sembra sorreggere il figlio e il cui volto ha recuperato l'aspetto che aveva da giovane. L'abate di San Lucar, supportato dai testimoni, si dice certo che Don Giovanni sarà canonizzato. Al momento della sua sepoltura, Don Giovanni pronuncia delle imprecazioni blasfeme e fa dei gesti minacciosi col braccio destro, cose che gli ingenui fedeli interpretano come benedizioni impartite dal santo.

## Edizioni italiane
- Onorato Balzac, La pace domestica ; L'elisir di lunga vita ; La borsa : racconti scelti, collana Biblioteca universale, n. 218, Milano, Sonzogno, 1893,  pp. 41-64.
- Honoré de Balzac, Serafita ; Gesù Cristo in Fiandra ; Melmoth riconciliato ; L'elisir di lunga vita, collana Tutto Balzac, n. 24, Milano, Corbaccio, 1931.
- Honoré de Balzac, L'elisir di lunga vita, in Italo Calvino (a cura di), Racconti fantastici dell'Ottocento, traduzione di A. Vittorini, I. Il fantastico visionario, collana Oscar classici n. 20, Milano, Mondadori, 1983,  pp. 97-117.
- Honoré de Balzac, L'elisir di lunga vita, collana Libri di una sera, Vimercate, La spiga, 1993, ISBN 88-7100-371-3.
- Honoré de Balzac, L'elisir di lunga vita, collana Collana di letteratura, Latina, L'Argonauta, 1994.